# 岐阜中央郵便局
岐阜中央郵便局（ぎふちゅうおうゆうびんきょく）は岐阜県岐阜市にある郵便局。民営化前の分類では集配普通郵便局であった。局番号は24001。

## 概要

### 住所
- 〒500-8799：岐阜県岐阜市清住町1-3-2

### 併設施設
- ゆうちょ銀行岐阜店（名古屋支店岐阜出張所）：取扱店番号240010
- かんぽ生命保険岐阜支店 - 岐阜県内で唯一の同社直営店舗である。

### 分室
現在はなし

### 過去に存在した分室
- 保険局内分室 - 1951年（昭和26年）に設置。1973年（昭和48年）に岐阜北郵便局へ移管された。

### 作業所
- 岐阜ゆうパック作業所 (24373) [1] - 住所：〒500-8246 岐阜県岐阜市下川手64-1
  - 一般客向け窓口、ATMを持たない。

## 沿革
- 1872年1月14日（明治5年12月5日） - 岐阜郵便取扱所として開設[2]。
- 1873年（明治6年）3月 - 岐阜郵便役所となる[2]。
- 1875年（明治8年）1月1日 - 岐阜郵便局となる。翌日より為替取扱を開始[2]。
- 1878年（明治11年）5月25日 - 貯金取扱を開始[2]。
- 1885年（明治18年） - 電信取扱を開始[2]。
- 1888年（明治21年）8月16日 - 岐阜郵便電信局となる[2]。
- 1903年（明治36年）4月1日 - 通信官署官制の施行に伴い岐阜郵便局となる[2]。
- 1951年（昭和26年）6月21日 - 岐阜市大字鷺山の岐阜地方簡易保険局内に保険局内分室を設置[3]。
- 1956年（昭和31年）9月21日 - 保険局内分室において電話通話および和文電報受付事務の取扱を開始。
- 1959年（昭和34年）1月12日 - 電話通話および和文電報受付事務の取扱を開始。
- 1973年（昭和48年）2月19日 - 集配業務の一部と保険局内分室を、新設の岐阜北郵便局に移管。
- 1980年（昭和55年）10月27日 - 岐阜市神田町一丁目から同市清住町一丁目に移転するとともに、岐阜中央郵便局に改称。なお旧局舎は後の岐阜市役所の南庁舎。
- 1992年（平成4年）8月3日 - 外国通貨の両替および旅行小切手の売買に関する業務取扱を開始。
- 2005年（平成17年）2月13日 - 松本南郵便局から中津川市山口地区（旧長野県木曽郡山口村）の地域区分業務を移管（〒399-51xx→〒508-05xx）。
- 2006年（平成18年）10月1日 - 鏡島（かがしま）郵便局から「501-01xx」区域の「集配業務を移管[4]。
- 2007年（平成19年）10月1日 - 民営化に伴い、併設された郵便事業岐阜支店、ゆうちょ銀行岐阜店、かんぽ生命保険岐阜支店に一部業務を移管。
- 2012年（平成24年）10月1日 - 日本郵便株式会社の発足に伴い、郵便事業岐阜支店を岐阜中央郵便局に統合。

## 取扱内容

### 岐阜中央郵便局
- 郵便、印紙、ゆうパック、内容証明
- 生命保険、バイク自賠責保険、自動車保険、がん保険、引受条件緩和型医療保険 - 平日18時まで営業。
- 郵便番号の上2桁が50の地域あての郵便物を配達局ごとに区分する業務（地域区分局）
- 「500-00xx」「500-80xx」「500-81xx」「500-82xx」「500-83xx」「500-84xx」「500-88xx」「501-01xx」区域（岐阜市域の一部）の集配業務
- ゆうゆう窓口

### ゆうちょ銀行岐阜店
- 貯金、貸付、為替、振替、振込、国際送金、外貨両替、国債、投資信託、変額年金保険 - 平日18時まで営業。
- ATM

### かんぽ生命保険岐阜支店
- 個人向け窓口業務は、郵便局が代理店として行う。

## 周辺
- 十六銀行本店
- 国道157号

## アクセス
公共交通機関
- JR東海道本線・高山本線 岐阜駅（長良口）から徒歩で約10分。
- 名鉄名古屋本線・各務原線 名鉄岐阜駅から徒歩で約7分。
- 岐阜バス名鉄岐阜停留所、もしくはいいバスに乗車、「松岡整形前」停留所下車。

自動車
- 東海北陸自動車道 岐阜各務原ICから国道21号を西へ約6km。
- 名神高速道路 岐阜羽島ICから岐阜県道1号を北へ約15km。
- 駐車場あり：20台